# Jatinga
Jatinga és un riu d'Assam al districte de North Cachar Hills.
Neix a les muntanyes Barail prop d'Haflang i corre en direcció sud per desaiguar, just al poble de Barkhola, al riu Barak, a pocs quilòmetres de Silchar. La seva llargada és d'uns 93 km.